# طابع واشنطن 1932

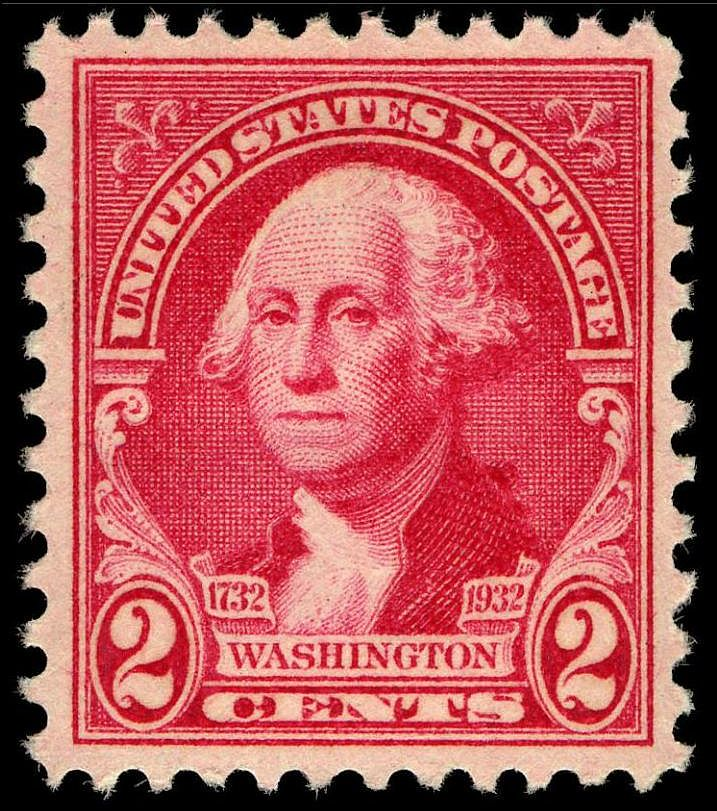
طابع بريدي بقيمة سنتين بمناسبة الذكرى المئوية الثانية لواشنطن إصدار عام 1932
هذه واحدة من مجموعة مكونة من 12 طابعًا تذكاريًا بمناسبة الذكرى المئوية الثانية لميلاد جورج واشنطن وقد دفعت السعر البريدي الشائع وكانت الأكثر استخدامًا.

طوابع الذكرى المئوية الثانية لميلاد واشنطن عام 1932 هي طوابع بريدية أصدرتها حكومة الولايات المتحدة في عام 1932 لإحياء الذكرى المئوية الثانية لميلاد الرئيس الأمريكي جورج واشنطن. أصدرت اثني عشر طابعًا كمجموعة حيث يصور كل منها الرئيس في فترة مختلفة من حياته.
صمم السلسلة من قبل مصممي مكتب النقش والطباعة (بي إي بيه) كلير أوبري هوستون وألفين مايسنر. تمثل القيم من ½¢ إلى 10¢ صورًا لواشنطن مستمدة من اللوحات أو النقوش أو المنحوتات المصنوعة خلال حياته. صمم هيوستن سبعة طوابع من السلسلة : القيم ½¢ و1½¢ و2¢، و3¢ و6¢ و8¢ و9¢ وصمم مايسنر الخمسة المتبقية.
قاموا بإجراء الاختيارات على أساس التوصيات التي قدمتها لجنة واشنطن للاحتفال بالذكرى المئوية الثانية وإدارة البريد في الولايات المتحدة وبي أي بيه. كان المفهوم الأصلي لا يتضمن تصوير واشنطن فحسب بل يتضمن أيضًا أحداثًا وأماكن وصورًا مميزة من حياته وبعد وفاته. عدل هذا لاحقًا ليشمل الصور الشخصية فقط.
وأعلن مكتب البريد عن خطط محددة لهذه السلسلة في نوفمبر 1930. وسرعان ما اكتسبت هذه الطوابع أبعاداً ضخمة إذ تضمنت السلسلة المتوقعة ما لا يقل عن ثمانية عشر طابعاً تغطي جميع القيم بين ½ سنت و5 دولارات. وبالمقارنة فإن أكبر مجموعة تذكارية سبق أن قدمتها هيئة البريد إصدار المعرض الكولومبي التاريخي لعام 1893 كانت تتألف من ستة عشر طابعاً. (لم تتجاوز أي مجموعة تذكارية سابقة القيم التسع لسلسلة ترانس ميسيسيبي لعام 1898). في الواقع اختير الشكل العريض للكولومبيين في البداية لطوابع الذكرى المئوية الثانية لواشنطن ومثل الكولومبيين كان من المفترض أن يستعرضوا المسيرة المهنية الكاملة لموضوعهم مع تقديم لوحات وصور من جميع فترات حياة واشنطن. في يناير/كانون الثاني ١٩٣١ ذهب أحد أعضاء الكونغرس إلى حد تقديم مشروع قانون (مع ذلك لم يُسنّ قط) يقترح أن "تحمل جميع طوابع البريد المعروضة للبيع في جميع أنحاء الولايات المتحدة مهما كان لونها أو قيمتها صورة جورج واشنطن طوال عام ١٩٣٢". كان من المقرر طباعة التصاميم العريضة العديدة التي أنتجتها هيئة البريد بما في ذلك لوحات لفئات ١٤ سنتًا و١٧ سنتًا و٢٥ سنتًا بلونين. ومن بين الموضوعات التي صورت قبر واشنطن في ماونت فيرنون وعبور واشنطن لنهر ديلاوير وتنصيب واشنطن عام 1793 وحياة واشنطن المنزلية ومسقط رأس واشنطن واستقالة واشنطن من منصبه وصورة مزدوجة لجورج ومارثا واشنطن ونصب واشنطن التذكاري. لكن في نهاية المطاف قرر مكتب البريد تجنب اللوحات التاريخية تماما على أساس أن الجمهور يتوقع أن تكون هذه اللوحات تكرارا للوحات الشهيرة المليئة بالأخطاء التاريخية. بدلاً من ذلك ستتكون السلسلة من إصدارات أحادية العرض ولون واحد مخصصة حصريًا للصور الشخصية وستقلص إلى اثنتي عشرة فئة لا يزيد سعرها عن 10 سنتات. كما أصدر سلسلة من الأظرف المختومة التي تُظهر منزل واشنطن في ماونت فيرنون.
|  | ½¢- سكوت #704 صورة واشنطن مأخوذة من صورة مصغرة رسمها تشارلز ويلسون بيل في عام 1777 والأصل موجود في متحف متروبوليتان للفنون. (أصدر 87,969,700 نسخة)                                                                                        |
|  | 1 سنت - نسخة طبق الأصل من تمثال نصفي لواشنطن من سكوت رقم 705 من تصميم جان أنطوان هودون، صنع عام 1785، وهو الآن في ماونت فيرنون. (صدر منها 1,265,555,100 نسخة)                                                                             |
|  | 1½¢ - سكوت #706 صورة واشنطن مستوحاة من لوحة تُعرف باسم كولونيل فرجينيا التي رسمها تشارلز ويلسون بيل في ماونت فيرنون عام 1772 والتي توجد النسخة الأصلية منها الآن في جامعة واشنطن ولي. (أصدر 304,926,800 نسخة)                              |
|  | 2 سنت - سكوت #707 صورة واشنطن بريشة جيلبرت ستيوارت من لوحة مرسومة في جيرمانتاون، بنسلفانيا، عام 1796، والمعروفة باسم صورة أثينيوم، والتي توجد نسختها الأصلية الآن في متحف بوسطن للفنون الجميلة. (أصدر 4,222,198,300 نسخة)                 |
|  | 3 سنتات - سكوت #708 صورة واشنطن في زي الجنرال مع قبعة مشدودة أعيد إنتاجها من صورة تشارلز ويلسون بيل المرسومة في فالي فورج عام 1777. الصورة الأصلية موجودة الآن في مدرسة الولاية العادية في ويست تشيستر، بنسلفانيا (أصدر 456,198,500 نسخة) |
|  | ٤ سنتات - سكوت #٧٠٩ صورة واشنطن مأخوذة من لوحة للرسام تشارلز ويلسون بيل. تبرع مالكها السابق، السيد ويليام باتن، من راينبيك، نيويورك، باللوحة إلى المعرض الوطني للصور الشخصية (صدر منها ١٥١,٢٠١,٣٠٠ نسخة)                                  |
|  | 5 سنتات - سكوت #710 صورة واشنطن من لوحة رسمها تشارلز ويلسون بيل عام 1795، وهي الآن في حوزة الجمعية التاريخية لنيويورك. (صدر منها 170,565,100 نسخة)                                                                                        |
|  | 6 سنتات - سكوت #711 يمثل واشنطن في زي الجنرال، مستنسخة من لوحة رسمها جون ترومبول في عام 1792، وهي الآن في جامعة ييل. (صدر منها 111,739,400 نسخة)                                                                                          |
|  | 7 سنتات - سكوت #712 الصورة التي رسمها جون ترومبول في عام 1780، والتي توجد نسختها الأصلية الآن في متحف متروبوليتان للفنون. (أصدر 83,257,400 نسخة)                                                                                          |
|  | 8 سنتات - سكوت #713 صورة تمثال نصفي جانبي لواشنطن متجهًا إلى اليسار أعيد إنتاجها من رسم بالقلم الرصاص مصنوع من الحياة بواسطة تشارلز بالتازار جوليان فيفريت دي سان ميمين في فيلادلفيا عام 1798. (أصدر 96,506,100)                           |
|  | 9 سنتات - سكوت #714 صورة واشنطن مستوحاة من صورة باستيل في حوزة المحفل الماسوني في الإسكندرية، فيرجينيا، والتي تم رسمها من أجلها من قبل دبليو ويليامز في عام 1794. (أصدر 75،709،200)                                                       |
|  | 10 سنتات - سكوت #715 صورة واشنطن مأخوذة من لوحة رسمها جيلبرت ستيوارت في عام 1795، وهي الآن في حوزة متحف متروبوليتان للفنون في مدينة نيويورك. (أصدر 147،216،000 نسخة)                                                                      |

طرحت طوابع الذكرى المئوية الثانية للبيع لأول مرة في الأول من يناير عام 1932 في مكتب البريد في واشنطن العاصمة

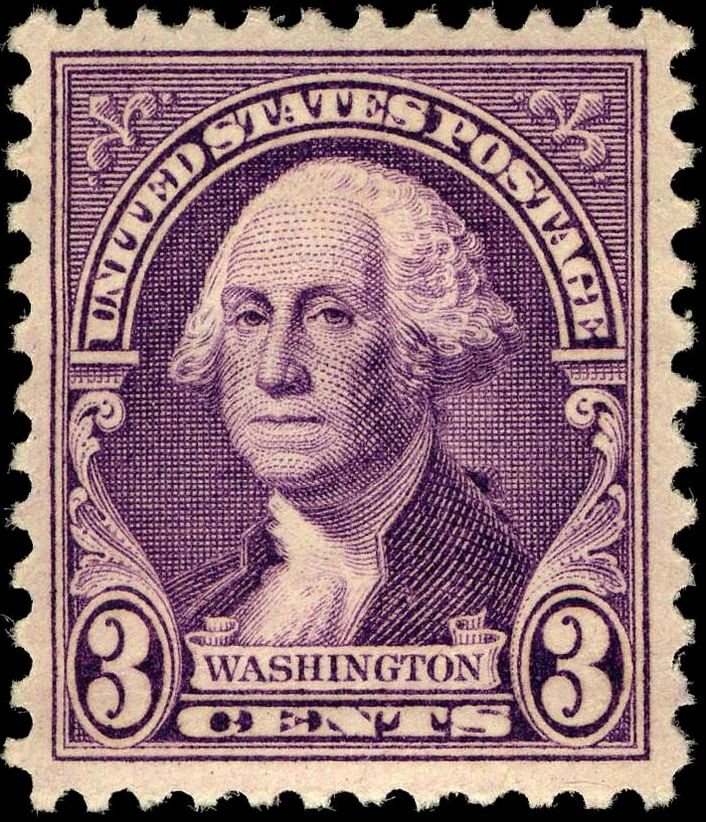

في حين أن إصدار الذكرى المئوية الثانية يقدم العديد من الصور غير المألوفة لواشنطن فقد حرص مكتب البريد على وضع صورة الرئيس جيلبرت ستيوارت المحبوبة على طابع البريد ذي السنتين والذي كان يلبي سعر الرسائل من الدرجة الأولى العادي وبالتالي سيحصل على أكبر قدر من الاستخدام. ومع ذلك بعد عدة أشهر من ظهور المسلسل رفع سعر الرسائل من الدرجة الأولى من 2 سنت إلى 3 سنتات. ظلت الطلبات المتزايدة بشدة على الطوابع البريدية بقيمة 3 سنتات غير مُلباة بسبب إعادة الطباعة الطارئة لإصدار الذكرى المئوية الثانية لواشنطن بقيمة 3 سنتات والإصدار العادي بقيمة 3 سنتات من لينكولن والمتاح حاليًا في ذلك الوقت. وعلاوة على ذلك فإن السعر الجديد يعني أن طابع واشنطن الوحيد المتاح للجمهور للاستخدام اليومي كان طابعًا يقدم صورة غير معروفة إلى حد كبير وغير معتادة لواشنطن. وبناء على ذلك شعرت هيئة البريد بأنها ملزمة بالإسراع في إنتاج طابع بريدي عادي جديد بقيمة ثلاثة سنتات وهو طابع يقدم صورة أكثر ألفة لواشنطن. بدلاً من أخذ الوقت لإنشاء تصميم جديد تمامًا، قامت بي إي بيه بتجديد قيمة أثينيوم البالغة 2 سنتًا في الذكرى المئوية الثانية كطابع بقيمة 3 سنتات (سكوت #720) وتحويلها إلى إصدار عادي من خلال إزالة شرائط التاريخ التي تحيط بالصورة. طبعت باللون القياسي 3 سنتات وأصدرت أيضًا على شكل طوابع لولبية رأسية وأفقية.

## الروابط خارجية
صور من: http://www.junior-philatelists.com/USStampsHistory32.htm الرسوم التوضيحية من: http://www.arago.si.edu/index.asp?con=1&cmd=1&mode=2&tid=2033065
- http://www.1847usa.com/ByYear/1932WashingtonBicentennials.htm